# Ясная Поляна (Болотнинский район)
Ясная Поляна — исчезнувший посёлок в Болотнинском районе Новосибирской области. На момент упразднения входил в состав Новобибеевского сельсовета. Исключен из учётных данных в 1971 году.

## География
Располагался в истоке реки Падун (приток реки Ояш), в 5,5 км к юго-востоку от села Новобибеево.

## История
Решением Новосибирского облисполкома от 27.09.1971 г. № 650 посёлок исключен из учётных данных как не существующий.